# Planalto de Alavenazor
O planalto de Alavenazor (em armênio: Աղավնաձորի սարավանդ; romaniz.: Ałavnajori saravand) é um planalto da província de Vaiose Zor, na Armênia, situado às margens do rio Arpa entre as aldeias de Alavenazor, Elfim e Areni. Está a uma altitude de 1 200-1 500 metros. Sua área é de cerca de 12 quilômetros quadrados. Se estende diagonalmente ao sul do maciço rochoso e é cortada pelo vale do Carapser com encostas íngremes, a mais profunda das quais tem 120-180 metros. Possui uma inclinação acentuada de leste a oeste e de norte a sul. O rio Alavenazor divide o planalto em duas partes desiguais.